# Сейсмічна розвідка

Сейсмічна розвідка (англ. seismic survey, seismic prospecting; нім. seismisches Prospektieren,  Seismik) — сукупність геофізичних методів розвідки (дослідження земної кори), що базуються на збудженні і реєстрації сейсмічних хвиль різних типів з метою вивчення будови, речовинного складу і напруженого стану земних надр. В основному при сейсмічній розвідці використовуються поздовжні хвилі, рідше — поперечні і обмінні хвилі. Найбільше поширення отримав метод відбитих хвиль.

## Загальний опис
Вивчення швидкості розповсюдження пружних коливань у земній корі бере відлік з дослідів Р. Маллета в 1846 р.
Перші дослідження у галузі сейсморозвідки були проведені у Геттінгенському геофізичному інституті в Німеччині (Л. Мінтроп, 1908 р.).
Штучно збуджені сейсмічні хвилі, поширюючись у глиб Землі, зустрічають на своєму шляху межі порід різного складу і з різними фізико-механічними властивостями. На кожній межі частина сейсмічної енергії відбивається, а частина заломлюється і йде на більші глибини. Відбиті хвилі повертаються до поверхні поблизу пункту збудження (ПЗ), а заломлені, проходячи по шарах з підвищеною швидкістю — на значних відстанях від ПЗ. Збудження сейсмічних коливань здійснюється на суші за допомогою вибухів, механічних ударів або вібраторів, на морі — пневматичних або електроіскрових джерел. Реєстрація коливань проводиться групами сейсмоприймачів. Джерела та приймачі розташовуються вздовж прямолінійних або ломаних профілів чи по площі. Найбільше поширення одержали системи спостережень, в яких багатоканальне розставлення сейсмоприймачів з більшим перекриттям переміщується вздовж профілю після кожного циклу збудження і прийому коливань. Механічні коливання ґрунту, що перетворені сейсмоприймачами в електричний сигнал, по з'єднувальних лініях (сейсмічних косах) або по радіо передаються на пересувну сейсморозвідувальну станцію. Тут вони підсилюються, частково відфільтровуються від перешкод і записуються в цифровому вигляді на магнітну плівку. Потім ці плівки обробляються на ЕОМ в експедиційних та регіональних обчислювальних сейсмічних центрах. За серією послідовно зареєстрованих та оброблених сейсмічних хвиль будується сейсмічний розріз земної кори в місці спостереження, за картами окремих сейсмічних меж виявляються глибинні структури з амплітудами до декількох десятків м. Вимірювання амплітуд, частот та інших параметрів коливань дає змогу визначити властивості, речовинний склад та стан порід.
В основному при С.р. використовують поздовжні хвилі, рідше — поперечні та обмінні хвилі. Найбільше поширення одержав метод відбитих хвиль (МВХ), який дає змогу картувати межі з точністю до 1-2 % на глибинах до 7-10 км. Метод заломлених хвиль (МЗХ) характеризується більшою глибиною дослідження, але меншою точністю та роздільною здатністю, що дає змогу вивчити тільки шари з підвищеною швидкістю сейсмічних хвиль. Кореляційний метод заломлених хвиль (КМЗХ) та глибинне сейсмічне зондування (ГСЗ) стали основними при регіональних дослідженнях континентів та океанів. Для пошуків та розвідки корисних копалин застосовуються модифікації МВХ у вигляді додавання корисних сигналів, відбитих від спільної глибинної точки (СГТ); об'ємної сейсморозвідки, що базується на використанні площинних систем спостережень; багатохвильової сейсморозвідки, в якій комплексують збудження та реєстрацію хвиль різних типів та ін. Методика застосування цих способів має свою специфіку в нафтогазовій, вугільній та рудній С.р. Умовно до С.р. відносять також п'єзоелектричний метод (ПЕМ), оснований на вивченні електромагнітного поля, яке виникає внаслідок п'єзоелектричного ефекту, що збуджується прохідними сейсмічними хвилями. ПЕМ використовується для пошуків пегматитів. Для збільшення надійності геологічної інтерпретації, збільшення роздільної здатності та точності С.р. залучаються дані інших геофізичних методів розвідки (гравіметричної, магнітної та електричної).

## Основні етапи розвитку нафтової сейсморозвідки
Нафтогазова сейсморозвідка почала формуватися лише на початку ХХ ст. у Німеччині та США. Перші успішні досліди були проведені в Оклахомі в 1923 р., а перше широке застосування — при відкритті нафтових родовищ у соляних куполах Техасу.
Основні етапи розвитку нафтової сейсморозвідки в залежності від еволюції провідних ідей і вдосконалення сейсмотехніки такі:
- 1. Використання методу заломлених хвиль (1919—1960 рр.). Метод орієнтований на заломлені хвилі, які утворюються при падінні пружної хвилі на границю двох пластів під певним кутом. При цьому забезпечується можливість визначати швидкість розповсюдження пружних хвиль вздовж глибинних сейсмічних границь, якою можна характеризувати фізичні властивості заломлюючих горизонтів та їх літологічний склад. У 1919 р. німецький геофізик Л. Мінтроп вирізнив заломлені хвилі й подав патент на «Метод визначення геологічних структур». У 1921 р. він заснував славнозвісну компанію «Сейсмос». Незалежно від Мінтропа американський геолог-нафтовик Еверетт Де Гольєр з 1919 р. успішно застосовував сейсморозвідку й саме він вважається у США піонером геофізичного пошуку нафтових родовищ. Де Гольєр заснував (крім інших) вельми авторитетну компанію «Де Гольєр енд Мак Нотон», яка широко консультує нафтовий світ і сьогодні.
- 2. Використання методу відбитих хвиль (1922—1975 рр.). Метод засновано на виділенні пружних хвиль, однократно-відбитих від геологічної границі двох середовищ, що значно підвищувало достовірність прогнозів. У 1922 р. інженер-геофізик В. Воюцький (СРСР) вперше запропонував оригінальний метод сейсморозвідки, що використовує не заломлені (ментропівські), а відбиті хвилі (патент 1923 р.). Широке практичне застосування (майже в усьому світі) методу відбитих хвиль при пошуку нафтових родовищ, конструювання та виготовлення відповідних приладів та обладнання забезпечувала в 1930-х роках французька геофізична компанія «Шлюмберже» братів Конрада й Марселя Шлюмберже (на сьогодні — найбільша нафтосервісна компанія). Саме ця компанія суттєво допомогла СРСР в пошуках нафтових родовищ Волзько-Уральського району (зокрема досліджувала Ішимбаєвське родовище), вела підготовку кадрів радянських геофізиків, передала дослідне обладнання й допомога поставити його на серійне виробництво в колишньому СРСР. Сейсмічна лабораторія акад. Г. Гамбурцева, яка тісно співпрацювала зі «Шлюмберже», створила наукову школу радянської геофізики (зокрема, провела першу морську сейсморозвідку нафтових родовищ поблизу Баку).
- 3. Використання методу загальної глибинної точки (1950 р. — дотепер). Метод також пов'язаний з використанням відбитих хвиль, але на базі нової технології, розробленої в США У. Мейном у 1950 р. Основою методу є багаторазове отримання сейсмічних відбитків від кожного елементу геологічної границі та наступне їх сумування. Широке застосування методу розпочалося в колишньому СРСР у 1965 р. (у Західному Сибіру). Метод (скорочено — МЗГТ-2D.) у всьому світі дав найефективніші (на свій час) результати і широко застосовується до сьогодні.
- 4. Використання методу просторової (тримірної) сейсморозвідки МЗГТ-3D (1990 р. — дотепер). Для нього є характерним використання багатолінійних просторових приймальних апертур, велика щільність розташування пунктів збудження коливань на території досліджень, досконала телеметрична цифрова реєстраційна апаратура та обладнання. За отриманими ефектами дає результати принципово нової якості й визначає основний тренд подальшого розвою сейсмотехніки в ХХІ ст.

Наш час, ХХІ століття, характеризується комплексними геологічними, геофізичними і геохімічними дослідженнями значних територій з детальним вивченням окремих площ. Залучаються новітні наукові досягнення для прогнозу перспектив нафтогазоносності регіонів і локальних структур. Освоюються нові напрямки нафтогазо¬пошукових робіт (неструктурні пастки, рифогенні тіла, глибоко¬занурені горизонти, акваторії морів, кора вивітрювання фундаменту тощо).

## Методи сейсмічної розвідки
Методи сейсмічної розвідки розрізняють за:
- Типом використовуваних корисних хвиль:
  - Метод відбитих хвиль (МВХ) — полягає у виділенні хвиль, однократно відбитих від цільової геологічної границі. Найширше використовуваний метод сейсморозвідки, який дозволяє вивчати геологічний розріз з детальністю до 0.5 % від глибини залягання границі. Використовується в поєднанні з методикою багатократних перекриттів, в якій для кожної точки границі реєструється велика кількість сейсмічних трас. Надлишкова інформація підсумовується за ознакою спільної середньої точки (ССТ) або спільної глибинної точки (СГТ). Метод спільної глибинної точки значно розширює можливості МВХ і застосовується в більшості сейсморозвідувальних робіт.
  - Метод заломлених хвиль (МЗХ) — орієнтований на заломлені хвилі, які утворюються при падінні хвилі на границю двох пластів під певним кутом. При цьому утворюється ковзаюча хвиля, яка поширюється зі швидкістю нижчезалягаючого пласта. МЗХ використовується тільки для розв'язування спеціальних задач через суттєві обмеження методу.
  - Вертикальне сейсмічне профілювання (ВСП).
- Стадією геологорозвідувального процесу:
  - Регіональна сейсморозвідка.
  - Пошукова сейсморозвідка.
  - Детальна сейсморозвідка.
- Задачами, що вирішуються:
  - Глибинна.
  - Структурна (нафтогазова).
  - Інженерна.
- Способом отримання даних:
  - Наземна.
  - Свердловинна.
  - Морська.
  - Шахтна.
  - Лабораторна.
- Розмірністю:
  - Одновимірна (1D) — пружна хвиля збуджується і реєструється вздовж єдиного вертикального променя — в стовбурі свердловини.
  - Двомірна (площинна, 2D) — реалізується розстановкою пунктів збудження і прийому вздовж лінійного профілю.
  - Тримірна (об'ємна, 3D) за бездротовою (wireless seismic) технологією — проводиться при розташуванні пунктів прийому по площі[1].
- Типом джерела коливань:
  - Вибухова.
  - Вібраційна.
  - Невибухова імпульсна.
- Частотою коливань цільових хвиль:
  - Низькочастотна.
  - Середньочастотна.
  - Високочастотна.
  - Сейсмоакустика.

## Апаратура
Польові сейсмічні спостереження проводяться за допомогою сейсмічних станцій – комплексів спеціальної апаратури, призначеної для запису пружних коливань, штучно створених за допомогою удару чи вибуху.
Існують одно-, дво- та багатоканальні станції. Причому під сейсмічним каналом розуміється сукупність сейсмоприймача, підсилювача та гальванометра. До комплексу багатоканальної сейсмостанції входять: 
– сейсмостанція, у складі якої є блоки підсилювачів, панель управління та реєструючий пристрій (осцилограф у станціях із прямим записом і магнітний регістратор у станціях із магнітним записом);
– сейсмоприймачі, які сприймають пружні коливання і перетворюють їх в електричні імпульси;
– джерела живлення;
– допоміжне обладнання (дроти з’єднання, котушки, телефони, вибухові машинки та інструмент).
За своїми параметрами для інженерно-геологічної сейсморозвідки найбільш підходить 24-канальна станція СС-24П (ПСЛ-2), змонтована на автомашині. Ця станція є єдиною з багатьох станцій, яку можна переносити й вручну, оскільки вона виготовлена у вигляді окремих блоків вагою до 30 кг кожний.
Одно- і двоканальні сейсмічні станції відрізняються від багатоканальних своєю портативністю (вага усього комплексу не перевищує 20–30 кг) і простотою організації робіт у польових умовах. Випускається одноканальна установка під маркою ОСУ-1. Інформація, яку одержують за допомогою цих станцій, дещо поступається за своєю якістю тій, яка може бути одержана за допомогою багатоканальних станцій, проте такі установки з успіхом використовуються для детального розчленування донних відкладів під час проведення пошуків на морських і прісноводних акваторіях під час будівництва портів, молів, мостів та ін. Станція розрахована на роботу методом відбитих хвиль за одноканальним варіантом. Реєстрація пружних імпульсів відбувається автоматично за безперервного пересування судна.
Ультразвукова апаратура призначена для вимірювання швидкостей розповсюдження пружних коливань у зразках гірських порід на частотах до десятків кГц. Вимірювання здійснюються за допомогою сейсмоскопів (ІПА-59), які можна використовувати як у лабораторних, так і в польових умовах. До комплекту ІПА-59 входять: сейсмоскоп, п’єзоелектричний датчик та приймач пружних коливань, а також приставка для фотографування хвильового процесу з екрану електронно-променевої трубки. Визначення швидкостей зводиться до вимірювання часу проходження пружних імпульсів у точку з відомою відстанню від випромінювача.

## Застосування
Сейсмічна розвідка застосовується для сейсмічного районування тер. і комплексів — картування геологічних границь в осадовому чохлі і консолідованій корі; вивчення рельєфу поверхні кристалічного фундаменту; пошуку структурних та інших пасток нафти і газу; пошуків рудних тіл; прогнозування будови геологічного розрізу, складу і флюїдного насичення порід; виявлення тектонічних порушень і карстових порожнин; визначення рівня підземних вод і розвідки їх родовищ; вивчення напруженого стану і змін властивостей геологічного середовища у часі тощо.